# Drakólimni
Drakólimni, en grec moderne : Δρακόλιμνη, littéralement en français : lac du dragon, désigne plusieurs lacs alpins formés principalement dans les montagnes de l'Épire, en Grèce. 
Les plus connus sont Drakólimni du Týmfi (el), Drakólimni du Smólikas, le lac Gistóva des monts Gramos, les lacs Flénges de Mavrovoúni et le lac Verlínga du Lákmos (el), près des sources du fleuve Achéloos.